# Kanton Sèvres
Kanton Sèvres (fr. Canton de Sèvres) je francouzský kanton v departementu Hauts-de-Seine v regionu Île-de-France. Tvoří ho pouze město Sèvres.